# Yahtzee

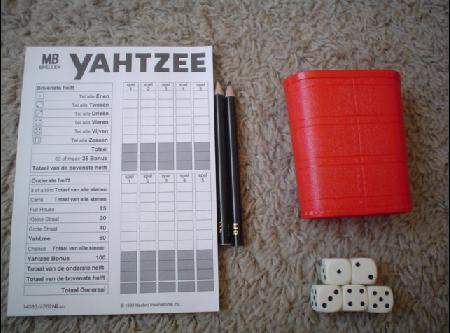
Dadi e tabella segnapunti di Yahtzee

Yahtzee è un gioco di strategia che si svolge con 5 dadi. Si gioca da soli cercando di fare il punteggio migliore o contro uno o più avversari.
Nel corso del tempo sono state create diverse varianti e versioni del gioco.

## Regolamento
Sono previste diverse combinazioni che ogni giocatore deve realizzare lanciando i dadi. Ottenuta la combinazione il giocatore guadagna il punteggio previsto per la combinazione. Una combinazione non può essere ripetuta quindi il gioco termina dopo 13 turni di lancio dei dadi, anche quando non sono state realizzate tutte le combinazioni.
Ad ogni turno il giocatore può lanciare i dadi tre volte. Al primo lancio il giocatore lancia tutti i dadi, mentre nei successivi due lanci il giocatore può scegliere di trattenere uno o più dadi favorevoli ad ottenere la combinazione cercata. Il giocatore può anche scegliere di non trattenere alcun dado o di non utilizzare successivi lanci, nel caso ad esempio si sia già realizzata una combinazione utile. Al termine dei tre lanci il giocatore deve segnare obbligatoriamente un punteggio in una delle caselle del segnapunti non ancora utilizzata. Se alla fine del turno di gioco non viene realizzata una delle possibili combinazioni ancora "libera" sul tabellone, il giocatore deve segnare "0" (zero) in una delle caselle ancora a sua disposizione.
Vince il giocatore che ha totalizzato il maggior numero di punti.
Una versione più elaborata e sicuramente più interessante e divertente di questo gioco consiste nel giocare su quattro colonne. La prima deve essere compilata rigorosamente dall'alto verso il basso (quindi cominciando dagli 1), la seconda consiste nei "colpi secchi" ovvero quelle combinazioni che riescono al primo colpo, la terza colonna è "libera" e quindi si può compilare indifferentemente man mano che arrivano le combinazioni utili. La quarta colonna dev'essere compilata rigorosamente dal basso verso l'alto. Nel caso che non si riesca ad ottenere uno yahtzee (cinque dadi con lo stesso numero), si cancella la casella corrispondente e si comincia la salita. Attenzione: bisogna ricordarsi che, per cancellare una casella dei "colpi secchi", si deve farlo al primo lancio di dadi e non dopo il secondo o il terzo. Infatti, se si lanciano i dadi più di una volta, non lo si può considerare "colpo secco".

## Combinazioni
- Dadi uguali con 1 (punteggio dato dalla somma dei dadi con 1): si ottiene quando almeno un dado è 1. Il punteggio è la somma dei dadi che riportano 1. Ad esempio: 1-3-4-6-1 vale 2.
- Dadi uguali con 2 (punteggio dato dalla somma dei dadi con 2): si ottiene quando almeno un dado è 2. Il punteggio è la somma dei dadi che riportano 2. Ad esempio: 2-1-2-2-5 vale 6.
- Dadi uguali con 3 (punteggio dato dalla somma dei dadi con 3): Si ottiene quando almeno un dado è 3. Il punteggio è la somma dei dadi che riportano 3. Ad esempio: 3-1-3-4-3 vale 9.
- Dadi uguali con 4 (punteggio dato dalla somma dei dadi con 4): si ottiene quando almeno un dado è 4. Il punteggio è la somma dei dadi che riportano 4. Ad esempio: 4-1-2-2-1 vale 4.
- Dadi uguali con 5 (punteggio dato dalla somma dei dadi con 5): si ottiene quando almeno un dado è 5. Il punteggio è la somma dei dadi che riportano 5. Ad esempio: 5-1-5-5-2 vale 15.
- Dadi uguali con 6 (punteggio dato dalla somma dei dadi con 6): si ottiene quando almeno un dado è 6. Il punteggio è la somma dei dadi che riportano 6. Ad esempio: 6-3-2-6-1 vale 12,
- Bonus (35 punti): si ottiene quando la somma dei punteggi per le 6 combinazioni precedenti supera o raggiunge 63.
- Piccola Scala  (30 punti): quando 4 dadi sono ordinati in modo crescente (1-2-3-4 o 2-3-4-5 o 3-4-5-6)
- Grande Scala  (40 punti): quando 5 dadi sono ordinati in modo crescente (1-2-3-4-5 o 2-3-4-5-6)
- Tris (punteggio dato dalla somma di tutti i dadi): quando 3 dei cinque dadi sono uguali. Ad esempio 3-3-3-5-2.
- 4 dadi uguali (punteggio dato dalla somma di tutti i dadi): quando 4 dei 5 dadi sono uguali. Ad esempio 5-5-5-5-1.
- Full (25 punti): coincide con la combinazione del poker e cioè 3 dadi di un tipo e due di un altro. Ad esempio 4-4-4-1-1.
- Yahtzee (50 punti): quando si ottengono 5 dadi uguali. Ad esempio 1-1-1-1-1 o 4-4-4-4-4. Se Yahtzee viene ripetuto può essere inserito solo in un'altra combinazione libera con il relativo punteggio.
- Chance (punteggio dato dalla somma dei 5 dadi): qualsiasi combinazione ottenuta. Questa è una possibilità da sfruttare quando non si riesce a realizzare nessuna delle combinazioni precedenti o la combinazione realizzata è già stata utilizzata precedentemente. Anche questa combinazione può essere utilizzata una sola volta.

### Segnapunti
Il gioco può essere pensato come una tabella da riempire.
Per semplicità il conteggio dei punti e lo svolgimento del gioco possono essere annotate in una tabella dove ogni giocatore è una colonna mentre le combinazioni rappresentano le righe. Ogni turno deve necessariamente essere utilizzata una casella a scelta, cioè ogni giocatore deve necessariamente utilizzare una combinazione e prendere il punteggio che ha ottenuto.
|                             | Giocatore 1 | Giocatore 2 | Giocatore N |
| Dadi con 1 [Tot dadi con 1] |             |             |             |
| Dadi con 2 [Tot dadi con 2] |             |             |             |
| Dadi con 3 [Tot dadi con 3] |             |             |             |
| Dadi con 4 [Tot dadi con 4] |             |             |             |
| Dadi con 5 [Tot dadi con 5] |             |             |             |
| Dadi con 6 [Tot dadi con 6] |             |             |             |
| TOTALE                      |             |             |             |
| BONUS se ≥ 63 [35]          |             |             |             |
| 3 dadi uguali [Tot]         |             |             |             |
| 4 dadi uguali [Tot]         |             |             |             |
| Full [25]                   |             |             |             |
| Scala con 4 dadi [30]       |             |             |             |
| Scala con 5 dadi [40]       |             |             |             |
| Yahtzee [50]                |             |             |             |
| Chance [Tot]                |             |             |             |
| TOTALE GENERALE             |             |             |             |